# Palilalie
Palilalie (von griech. πάλιν (pálin), „wieder“ und λαλέω (laleô), „sprechen, reden“) bezeichnet einen vokalen Tic, bei dem Betroffene gerade eben von ihnen selbst geäußerte Silben, Wörter oder Sätze unwillkürlich wiederholen. Meist sind die Wort- bzw. Satzanfänge betroffen. Dabei steigt oftmals die Sprechgeschwindigkeit, wohingegen die Lautstärke abnimmt. 
Palilalie tritt situationsgebunden in Spontansprache auf und ist zu unterscheiden von der Verbigeration, die eine sinnlose Aneinanderreihung von Wörtern oder Satzteilen darstellt, sowie von der Echolalie, bei der Wörter oder Sätze des Gesprächspartners wiederholt werden. Zu beobachten ist Palilalie insbesondere bei hirngeschädigten Patienten und bestimmten neurodegenerativen Erkrankungen, wie Parkinson oder Morbus Pick. Sie tritt jedoch auch bei Autismus, dem Tourette-Syndrom oder Schizophrenie auf. 